# Živko Slijepčević
Živko Slijepčević, né le 19 août 1957 à Gerzovo (Bosnie-Herzégovine), est un joueur de football, devenu entraîneur.

## Carrière de joueur
| Clubs                   | Périodes  | Divisions                 |
| FK Preporod Novi Žednik | 1965-1968 |                           |
| FK Spartak Subotica     | 1968-1988 |                           |
| Stade Quimpérois        | 1988-1989 | Division 2 Groupe A       |
| Stade Quimpérois        | 1989-1990 | Division 2 Groupe B       |
| US Valenciennes-Anzin   | 1990-1991 | Division 2 Groupe A       |
| US Valenciennes-Anzin   | 1991-1992 | Division 2 Groupe A       |
| U.S. Valenciennes-Anzin | 1992-1993 | Division 1                |
| Trélissac FC            | 1993-1994 | National 3 Groupe G       |
| Trélissac FC            | 1994-1995 | National 2 Groupe C       |
| Trélissac FC            | 1995-1996 | National 1 Groupe B       |
| Trélissac FC            | 1996-1997 | National 1 Groupe B       |
| Nontron                 | 1997-2000 | DHR - DH - CFA 2 Groupe F |

## Carrière d'entraîneur
| Clubs                          | Périodes  | Divisions                   |
| US Concarneau                  | 2004-2007 | CFA 2 Groupe H/CFA Groupe D |
| US Avranches Mont-Saint-Michel | 2008-2010 | CFA 2Groupe H/CFA Groupe D  |
| Trélissac FC                   | 2011 -    | CFA Groupe A                |

## Palmarès
- Vice-champion de France de Division 2 en 1992 avec l'U.S. Valenciennes-Anzin